# Магнус, Пауль
Пауль Вильгельм Магнус (нем. Paul Wilhelm Magnus, 1844—1914) — немецкий ботаник и миколог, профессор Берлинского университета.

## Биография
Родился в Берлине 29 февраля 1844 года в еврейской семье. Отец — член администрации Берлина Майер Магнус. С детства Пауль интересовался медициной, однако под влиянием Пауля Ашерсона решил изучать ботанику и микологию.
Учился в Берлинском университете, в 1870 году получил степень доктора философии, защитив диссертацию по роду Najas под руководством Александра Брауна. Участвовал в экспедициях Министерства сельского хозяйства в Балтийское и Северное моря, привёз оттуда ценные материалы водорослей и в то время малоизученных хитридиомицетов.
С 1875 года Магнус преподавал в Берлинском университете в звании доцента. В 1875 году стал экстраординарным профессором ботаники, работал в этом звании до своей смерти.
Магнус — автор раздела книги А. Энглера и К. Прантля Die Natürlichen Pflanzenfamilien, посвящённого семейству Наядовые (1889).
Скончался в Берлине 13 марта 1914 года.

## Некоторые научные работы
- Magnus, P. Erstes Verzeichniss der ihm aus dem Kanton Graubünden bekannt gewordenen Pilze. — Churka, 1890. — 73 p.
- Magnus, P. Nachtrag zu Die Pilze. — Innsbruck, 1926. — 315 p.

## Роды, названные в честь П. Магнуса
- Magnusia Sacc., 1878, nom. illeg. ≡ Kernia Nieuwl., 1916, nom. nov.
- Magnusiella Sadeb., 1893 = Taphrina Fr., 1815
- Magnusina Kuntze, 1891, nom. superfl. ≡ Urospora Aresch., 1866, nom. cons.
- Magnusiomyces Zender, 1925
- Paulomagnusia Kuntze, 1891, nom. nov. ≡ Micranthus (Pers.) Eckl., 1827, nom. cons.